# Couscous

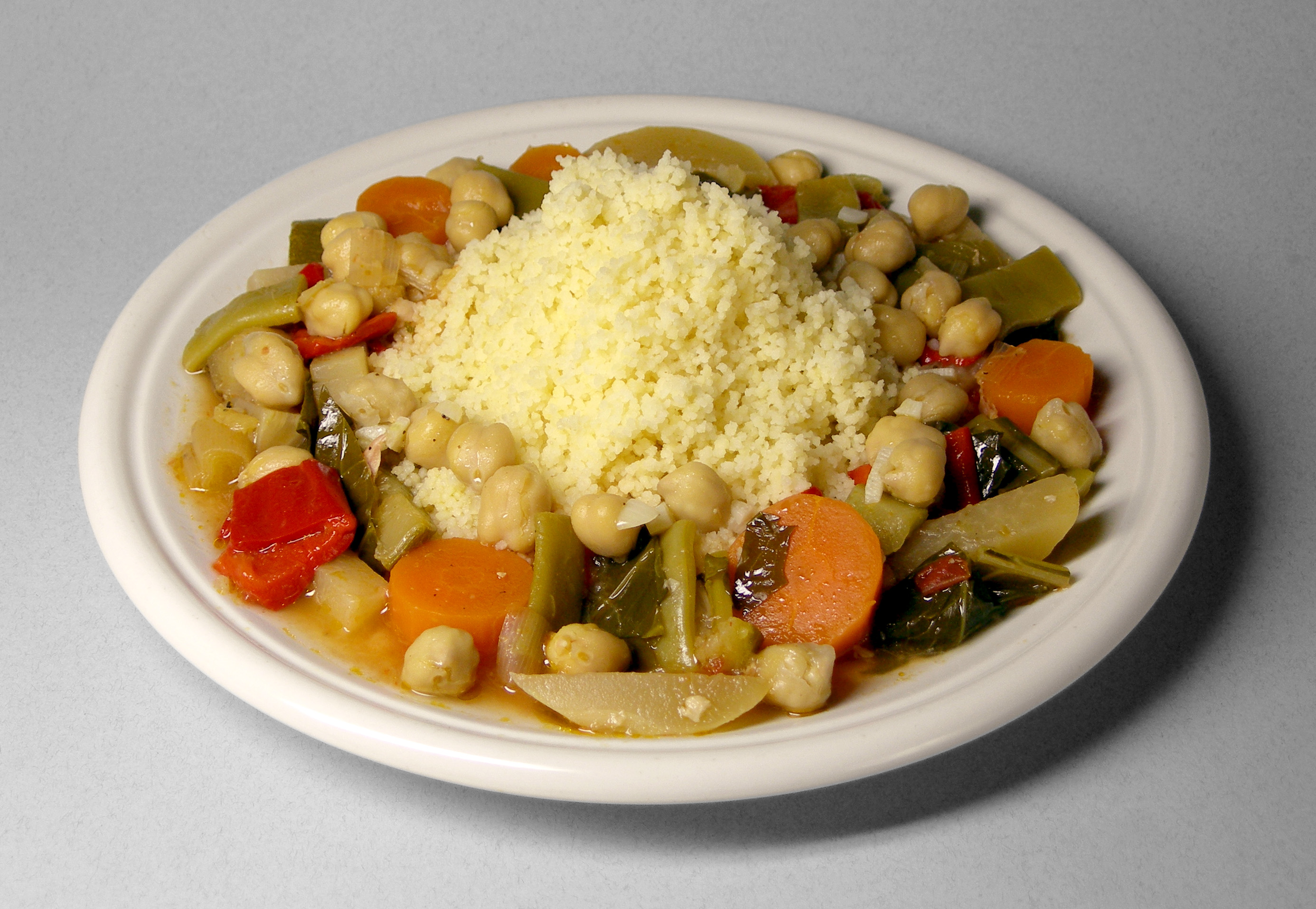
Couscous med grönsaker och kikärter.

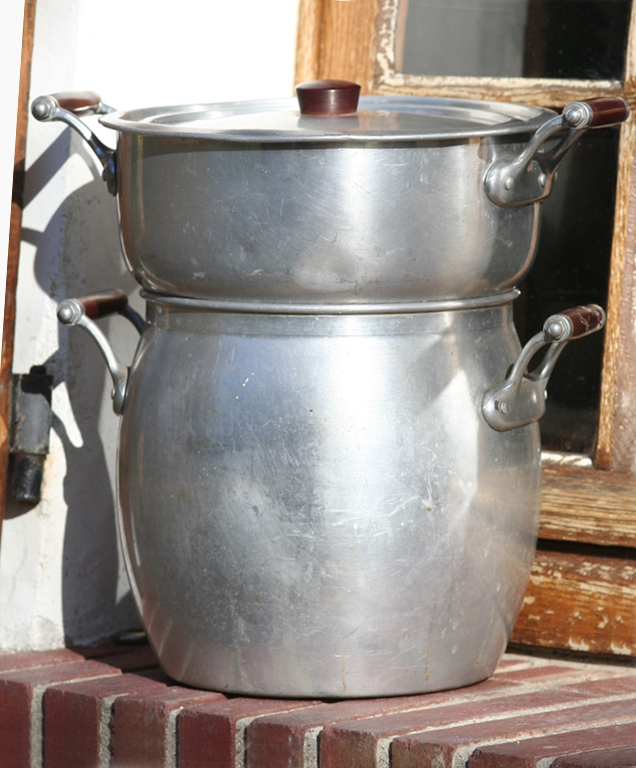
Traditionell tillagning av couscous med couscoussière

Couscous (berberspråk [tifinagh]: ⵙⴽⵙⵓ seksu, kosksi, arabiska: كُسْكُس kuskus) är en  nordafrikansk maträtt bestående av små ångkokta gryn gjorda av mannagryn på durumvete. Traditionellt serveras det på en stor tallrik täckt av den smakrika grytan som oftast består av kött eller kyckling samt grönsaker. På svenska avser dock couscous  vanligen couscous-grynen som används i maträtten.

## Historia
Det var troligen berberna som först åt couscous. Första dokumenterade måltid av couscous upphittades i södra kustdelen av nutida Tunisien. Genom att fukta mjöl och rulla det till små kulor som sedan torkades kunde de öka hållbarheten.

## Tillverkning
Couscous tillverkas normalt av durumvete som blandas med vatten och formas till små korn. Kornen blandas med mjöl för att de inte ska klumpa ihop sig. Efter det torkas kornen och överblivet mjöl silas bort. De korn som inte är tillräckligt stora fuktas med vatten igen och blandas med mannagryn. På så sätt ökar alltid kornstorleken och processen fortgår på det sättet till dess att alla korn är av en viss kornstorlek. I vissa fall tillsätts salt i tillverkningen.

## Couscous i världen
Couscous är en nationalrätt i Tunisien, Marocko, Algeriet och Libyen. Den förekommer även i Västafrika, delar av Mellanöstern och i länder runt Medelhavet.

## Olika typer av couscous
Couscous förekommer i flera grynstorlekar, varav den vanligaste är på cirka en millimeter. Grynen är oftast ångkokade, sedan torkade. Det förekommer även couscousgryn av andra veteslag, exempelvis dinkelcouscous.
Stor couscous  (berkoukess, kssksso, moghrabieh eller moghrabiah) är en libanesisk och palestinsk variant med gryn stora som ärtor.

## Användning
I Nordafrika tillagas couscous traditionellt med hjälp av en ångkokare i två nivåer kallad keskas på berberiska eller couscoussière på franska. I den nedre delen tillagas kött och grönsaker i en stuvning. På den övre delen kokas grynen i ångan. På så sätt tar couscousen smak av stuvningen. Locket har små hål genom vilka ångan sedan kan sippra ut.

### Couscous i modern matlagning
Den mesta couscous som säljs i Sverige är ångkokad och torkad, vilket gör att den kan tillagas på några minuter. Det traditionella tillagningssättet med couscoussière tar cirka en timme. Även om couscous oftast används som ersättning för ris och pasta till varma maträtter kan grynen tack vare sin neutrala smak även användas i efterrätter med till exempel torkad frukt och i saftsoppa, för att göra dem matigare.
Stor couscous används som tillbehör till grytor och i sallader. Eftersom kornen är större är tillagningstiden för moghrabieh längre än för vanlig couscous. Moghrabieh går även att lägga direkt i grytor tillagas tillsammans med andra ingredienser.

## Näringsinnehåll
Näringsvärde för Couscous per 100 gram
- Energi 1450kJ/340 kcal
- Proteiner 11 g
- Kolhydrater 71 g
- Fett 1,5 g